# Saint Joseph Parish, Dominica
Saint Joseph är en parish i Dominica. Den ligger i den sydvästra delen av landet, 15 km norr om huvudstaden Roseau. Antalet invånare är 6 213. Arean är 121 kvadratkilometer. Saint Joseph ligger på ön Dominica.
Terrängen i Saint Joseph är varierad.
Följande samhällen finns i Saint Joseph:
- Saint Joseph
- Salisbury